# Tineke Netelenbos
Tine « Tineke » Netelenbos-Koomen, née le 15 février 1944 à Wormerveer, est une femme politique néerlandaise membre du Parti du travail (PvdA), ancienne secrétaire d'État à l'Éducation puis ministre des Transports des Pays-Bas.

## Éléments personnels

### Formation et carrière
Après l'achèvement de ses études secondaires, elle suit une formation de professeur à Amsterdam, contre l'avis de son père, jusqu'en 1966. Elle exerce ensuite, pendant six ans, ce métier dans le domaine de la formation par alternance, d'abord au niveau des adolescents. En 1972, elle est promue chef du cours de pédagogie d'éducation pour adultes, un poste qu'elle conserve jusqu'en 1977, après quoi elle devient formatrice de cadres au conseil des femmes de la Hollande-Septentrionale de 1980 à 1981.

### Vie privée
Elle est la fille d'un grossiste en éléments d'épicerie et de boulangerie, et sa grand-mère paternelle faisait partie du Parti social-démocrate des ouvriers (SDAP), un parti politique de gauche. Elle s'est mariée en 1967, une fille et un fils étant issu de cette union. En outre, elle vit à Hoofddorp.

## Parcours politique

### Activités militantes
Intéressée très jeune à la politique, elle souhait initialement adhérer à l'Organisation de jeunesse « Liberté et démocratie » (JOVD), le mouvement de jeunes du Parti libéral (VVD), mais elle s'est heurtée à un refus de ses parents. Elle rejoint finalement le Parti du travail (PvdA) après avoir entendu le discours de Noël de Joop den Uyl dans lequel il dénonçait les bombardements américains au Viêt Nam.
Elle intègre le conseil du parti dans la province de Hollande-Méridionale en 1976, devenant aussitôt deuxième secrétaire de la fédération provinciale. Elle en prend la présidence l'année suivante, et la conserve jusqu'en 1981, lorsqu'elle entre au conseil national, dont elle est désignée deuxième secrétaire en 1985. Elle quitte les instances nationales deux ans plus tard.

### Députée
Après avoir été élue au conseil communal de Haarlemmermeer en 1982, elle entre à la seconde chambre des États Généraux en 1987 à la suite de Harry van den Bergh. Elle est désignée membre du bureau et présidente du comité de l'Éducation du groupe social-démocrate, ainsi que vice-présidente de la commission parlementaire de la politique au handicap deux ans plus tard. En 1991, elle est portée à la présidence de la commission parlementaire de la Santé.

### Au gouvernement
Elle fait son entrée au gouvernement le 22 août 1994, comme secrétaire d'État à l'Enseignement primaire, particulier et secondaire au sein du ministère de l'Éducation dans la première coalition violette dirigée par le social-démocrate Wim Kok. Après avoir été réélue députée aux élections législatives du 6 mai 1998, Tineke Netelenbos est promue ministre des Transports et des Voies d'eau le 3 août suivant dans la seconde coalition violette de Kok. Hormis l'interdiction de l'usage des kits mains libres au volant et le début de la construction d'une nouvelle piste à l'aéroport de Schiphol, son mandat a été marqué par des échecs, notamment l'introduction de péages sur les autoroutes et surtout le chaos résultant de la loi sur la libéralisation de l'activité des taxis initiée par sa prédécesseur, Annemarie Jorritsma.
À compter du 16 avril 2002 et de la démission du cabinet, elle dirige son ministère à titre intérimaire. Elle est réélue députée aux élections du 15 mai, mais doit attendre le 22 juillet pour qu'un nouveau gouvernement prenne le relais. Elle est ensuite élue présidente de la commission parlementaire de la Santé, du Bien-être et des Sports, mais quitte la seconde Chambre en janvier 2003, après les élections législatives anticipées.

### Politique locale
En 2003, elle se présente comme candidate au poste de commissaire de la Reine en Hollande-Méridionale, mais rate de peu l'investiture des États provinciaux.
Elle est nommée bourgmestre par intérim d'Oud-Beijerland le 2 mai 2005, renonçant à ce poste le 16 octobre 2006 afin de remplir la même fonction dans la ville d'Haarlemmermeer. Celle-ci prend fin le 7 avril 2007, mais elle est désignée, le 20 septembre suivant, bourgmestre intérimaire de Ede. Elle abandonne ce mandat le 21 janvier 2008.